# مونتيلوبو فيورنتينو
مونتيلوبو فيورنتينو (بالإيطالية: Montelupo Fiorentino) هي بلدية تقع في فلورنسا في منطقة توسكانا الإيطالية، وتقع على بعد حوالي 20 كيلومترا (12 ميل) جنوب غرب فلورنسا.

## جغرافية
المنطقة في الغالب جبلية ويعبرها نهر بيسا الذي يتدفق، وخاصة في المنطقة البلدية، يتدفق إلى نهر أرنو.

## تاريخ
يعود الوجود البشري في منطقة مونتيلوبو إلى العصر الحجري القديم. الدليل على ذلك هو العديد من مواقع ما قبل التاريخ التي تم تحديدها في السنوات العشرين الماضية، في منطقة البلدية.
ظهرت شهادة الوجود البشري خلال العصر الكلاسيكي مؤخرًا من مقابر الحضارة الإتروسكانية في البلدة القديمة ومن اكتشاف فيلا رومانية يعود تاريخها إلى عصر الجمهوريين. كان المكان معروفًا باسم Mansio ad Arnum، كما يتضح من Tabula Peutingeriana، ومن المحتمل أنه كان هناك جسر في المنطقة سمح خلال روما القديمة بعبور نهر ارنو.
خلال القرنين 5 و 6 الميلاديين ، واجهت المنطقة تهديدات بالغزوات البربرية ، وغادر سكان السهول وانتقلوا إلى التلال المحيطة. وصلت هذه الظاهرة إلى ذروتها خلال القرن العاشر، خلال فترة الصراعات على السلطة بين العائلات العظيمة Guidi و Cadolingi و Alberti. وأدركت هذه الأسر في المنطقة شبكة كثيفة من المرافق العسكرية، شملت بلدتي كابرايا ومونتيلوبو فيورنتينو.
في نهاية القرن الثاني عشر الميلادي، بدأت مرحلة التوسع فلورنسا في المنطقة، والتي وجدت معارضة شرسة من الكونت ألبرتي. ابتداء من القرن الثالث عشر الميلادي ، تم تدمير مدينة مونتيلوبو فيورنتينو من قبل الفلورنسيين ، الذين قاموا ، في نفس الموقع ، ببناء قلعة مسورة - رمز حقيقي لسيطرتهم على الإقليم.
قرب نهاية القرن الرابع عشر الميلادي، أصبح مونتيلوبو فيورنتينو (الذي لم يكن يحمل اسم مالبورغيتو، وهو اختراع رومانسي حقيقي) «قرية مسورة» في ريف فلورنسا. تم بناء الجدران في عام 1348 (عام الموت الأسود)، ويعود تاريخ النظام الأساسي للسلطات إلى عام 1414.
حتى القرن السادس عشر الميلادي، عاش مونتيلوبو فيورنتينو عصره الذهبي. في منتصف القرن السابع عشر الميلادي، بسبب الطاعون الذي أصاب المنطقة بشدة، بدأت فترة من التراجع، وأدى مونتيلوبو فيورنتينو بشكل لا رجعة فيه إلى إعادة هيكلة جذرية، وصلت ذروتها في أواخر القرن الثامن عشر الميلادي.
منذ ذلك الحين وحتى الحرب العالمية الثانية، وجد مونتيلوبو فيورنتينو نفسه على حدود كل شيء. اهتزت البلاد في النصف الأخير من القرن العشرين الميلادي بسبب بعض الأحداث الطبيعية الكارثية في الطبيعة. والأهم من ذلك هو فيضانات 1949 1966 1992. في هذه الأحداث الثلاثة في الواقع، نهر أرنو شمال مونتيلوبو فيورنتينو، ونهر بيزا المجاور، الفيضانات التي غمرت البلاد أقل من أربعة أمتار من المياه (مترين في عام 1992).

### صناعة الخزف في عصر النهضة
كان مونتيلوبو فيورنتينو أحد أهم مراكز إنتاج الفخار خلال عصر النهضة الإيطالية، وخاصة الأواني الأرضية المزججة بالقصدير والمعروفة في إيطاليا باسم مايوليكا مونتيلوبو.
كان مونتيلوبو ينتج المايوليكا بحلول القرن الرابع عشر، وعادة ما يتم رسمها بزخارف غير تصويرية مشتقة من الخزف الإسلامي المستورد. بحلول القرن الخامس عشر، طورت حلقات العمل في المدينة أسلوبها الإقليمي الخاص.
منذ ذلك الحين، ولأكثر من ثلاثة قرون، انتشرت الأفران داخل أسوار المدينة (بنيت في منتصف القرن الرابع عشر)، إلى أكثر من 50 وحدة في نهاية القرن الخامس عشر. كان مستوى الإنتاج من النوع الذي يتطلب «Editto del Potestà» (مرسوم) لحظر إلقاء الكميات الهائلة من النفايات ومخلفات المعالجة في نهر بيزا المجاور، لتجنب تحويل مجراه.

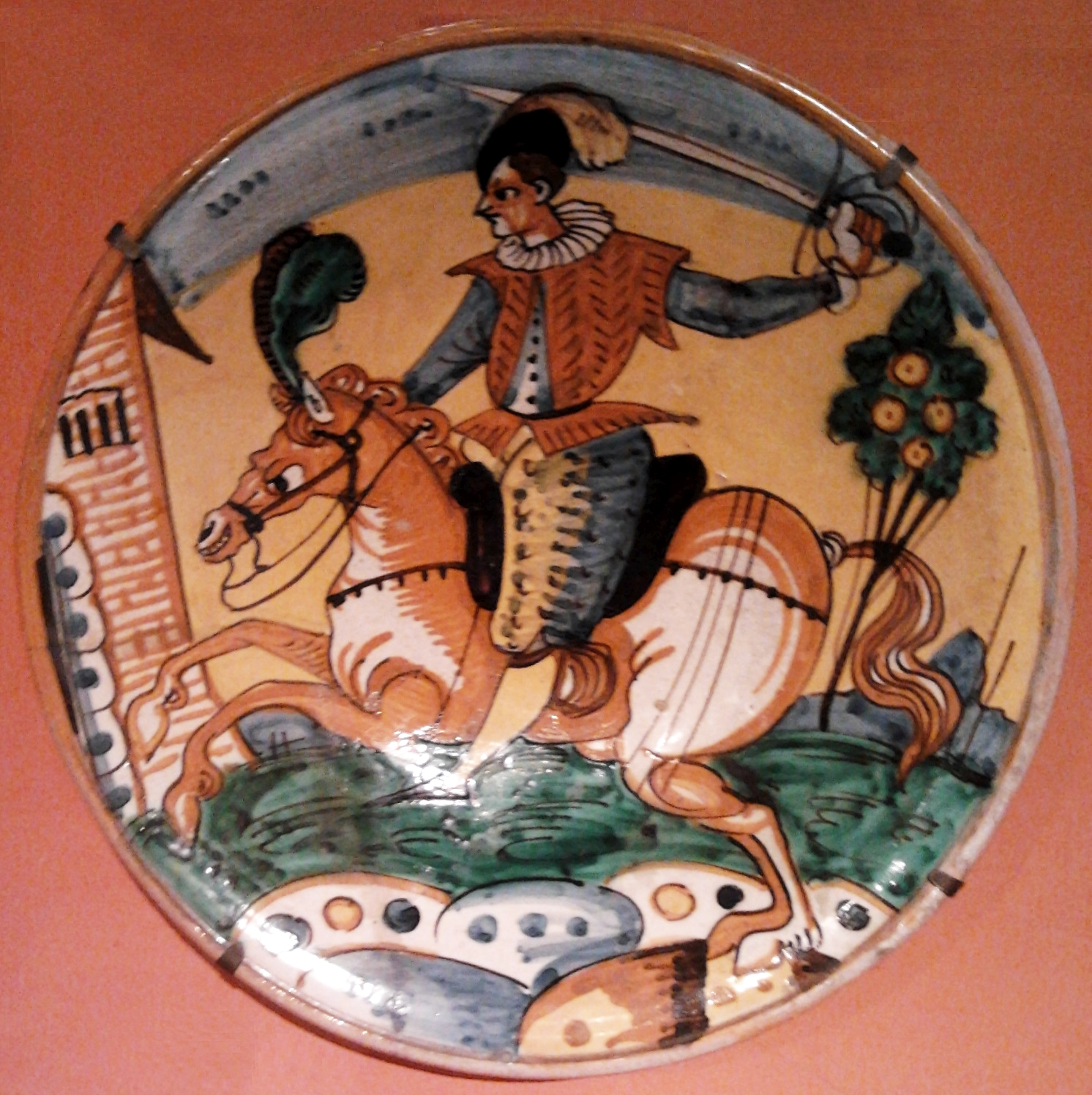
لوحة من نوع Arlecchino مع فارس ، مثال على فخار Montelupo من بداية القرن السابع عشر في القلعة الملكية في وارسو.

في منتصف القرن الخامس عشر، كانت مونتيلوبو جزءًا مهمًا من تداول التقنيات والمعرفة التي ميزت تلك الفترة من التاريخ. ذهب الفنانون المدربون في مونتيلوبو فيورنتينو للعمل في مدينتي فاينزا وكافاجيولو، من بين آخرين. كما تم توثيق خزافي مونتيلوبو في كالتاجيرون، حيث أثروا على تقاليد الفخار التي تستمر حتى اليوم.
تم العثور على بعض قطع فخار مونتيلوبو فيورنتينو في المواقع الأثرية في أمريكا الوسطى المتعلقة بأول مستوطنة أوروبية في المنطقة، وكذلك في الفلبين واسكتلندا.
من بين سيراميك مونتيلوبو كانت عصر النهضة «istoriato» (مؤرخ) maiolica، والتي ظهرت في المتاحف الدولية مثل ( متحف دي كلوني، ومتحف فيكتوريا وألبرت. كان أحد التخصصات الخاصة هو أسلوب «Arlecchini» في القرن السابع عشر، وهو تصوير ساخر لمهن مختلفة وأنواع وطنية، بما في ذلك Landsknechts المخيف، المرتزقة الألمان الذين قاتلوا نيابة عن Charles V، الإمبراطور الروماني المقدس.
في نهاية القرن السابع عشر، بعد الانتهاء من إنتاج القطع الأثرية الرائعة للصيدليات فلورنسا الدومينيكان من سان ماركو وسانتا ماريا نوفيلا، بدأ الانخفاض البطيء ولكن الذي لا يرحم في إنتاج السيراميك في مونتيلوبو. فقط من خلال إنتاج أواني كابرايا، نجا التقليد خلال القرنين الثامن عشر والتاسع عشر. ثم ضاعت ذكرى السيراميك العظيم لمونتيلوبو.
في عام 1977، اكتشف متطوعو «مجموعة مونتيلوبو فيورنتينو الأثرية» داخل القلعة، المطلة على قرية العصور الوسطى، مصب بئر كبير (بئر الغسيل)، مليء بشظايا الفخار من أفران المدينة. يتم عرض النتائج في متحف السيراميك في مونتيلوبو.

## روابط خارجية
- الموقع الرسمي